# Коту-ди-Байшу
Ко́ту-ди-Ба́йшу (порт. Couto de Baixo) — район (фрегезия) в Португалии, входит в округ Визеу. Является составной частью муниципалитета  Визеу. По старому административному делению входил в провинцию Бейра-Алта. Входит в экономико-статистический  субрегион Дан-Лафойнш, который входит в Центральный регион. Население составляет 780 человек на 2001 год. Занимает площадь 11,20 км².
Покровителем района считается Святая Евлалия (порт. Santa Eulália). 